# Stock Aitken Waterman
Stock Aitken Waterman, conhecidos também (nos países de língua inglesa) pelo acrônimo SAW, foram um trio britânico de composição e produção musical que fez grande sucesso desde meados dos anos 1980 até o começo dos anos 1990. Os três podem ser considerados a mais bem-sucedida parceria do tipo de todos os tempos, com mais de 100 hits no top 40 britânico, vendendo 40 milhões de gravações e ganhando 60 milhões de libras esterlinas (aproximadamente 103,78 milhões de dólares americanos).
A parceria consistia de Mike Stock, Matt Aitken e Pete Waterman.